# آدولف یوشکویچ

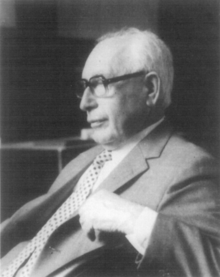
نگاره‌ٔ آدولف یوشکویچ، ریاضی‌دان اهل روسیه

آدولف آندری پاولویچ یوشکویچ (به روسی: Адо́льф–Андре́й Па́влович Юшке́вич) (زادهٔ ۱۵ ژوئن ۱۹۰۶ در اودسا، درگذشت ۱۷ ژوئیه ۱۹۹۳ در مسکو) تاریخ نگار ریاضیات در دوران اتحاد جماهیر شوروی سوسیالیستی بود. وی در زمینهٔ ریاضیات در قرون وسطی در شرق و همچنین کارهای لئونارد اویلر بسیار کار کرده بود. او توانست مدال جرج سارتن را برای یک «عمر دستاوردهای علمی» از انجمن تاریخ علم دریافت کند. یوشکویچ همچنین در سال ۱۹۸۹ به پاس پژوهشهایش در تاریخ ریاضیات جایزه کنت ا. می را دریافت کرد. وی در شمار ویراستاران همکار در چاپ کتاب سه جلدی «تاریخ ریاضیات تا آغاز سده نوزدهم» به زبان روسی بود و به همراه آندری کولموگوروف سری کتاب‌های «ریاضیات سده نوزدهم» را انتشار داد.
یوشوکیج یکی از پرکارترین تاریخنگاران ریاضیات بود و چیزی بیش از سیصد مقاله علمی و چند کتاب نوشته است. این تاریخ‌شناس دربارهٔ کتاب مفتاح الحساب غیاث‌الدین جمشید کاشانی ریاضی‌دان بزرگ ایرانی، در کتاب «تاریخ ریاضیات در سده‌های میانه» خود سخن گفته‌است.